# Łabędź
Łabędź – polska nazwa ptaków z rodzaju Cygnus z monotypowego plemienia Cygnini (kaczkowate). Występują na obydwu półkulach. Upierzenie białe lub czarno-białe w różnych proporcjach.

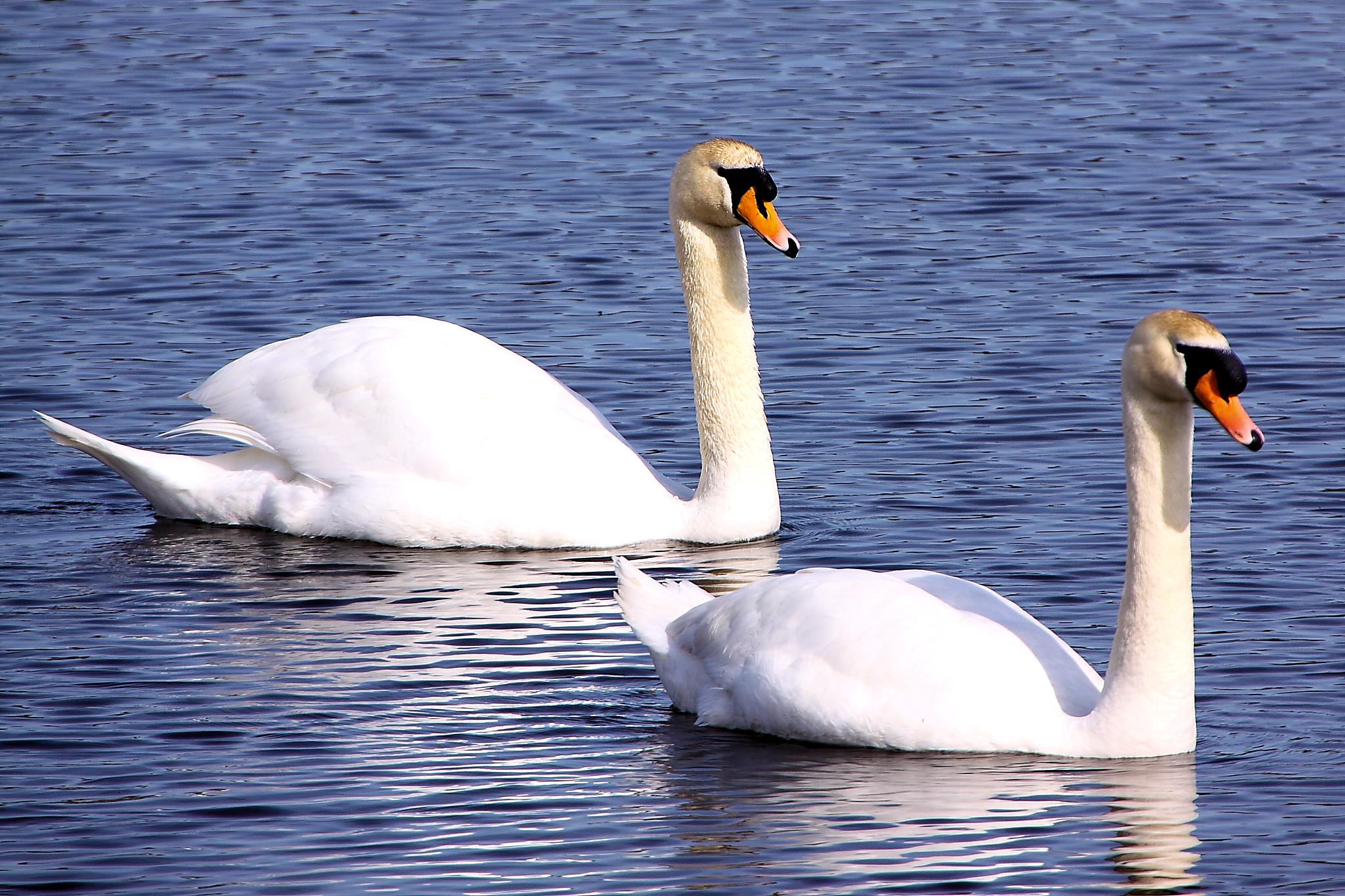
Para łabędzi niemych

## Etymologia
Słowo łabędź znane jest w języku polskim od XVI wieku, wcześniej od XV wieku funkcjonowało słowo łabęć. Wywodzi się ono z języków zachodniosłowiańskich i południowosłowiańskich (por. np. czeskie i słowackie labut’), z prasłowiańskiego *olbǫdь i *olbǫtь. Na terenach południowosłowiańskich używano odmiennych wariantów tego słowa: *olbędь i *olbętь, a na terenach wschodniosłowiańskich: *elbedь. W pozostałych językach indoeuropejskich mają postać *elbedь (por. pragermański albiz i elbiz), którego podstawą jest praindoeuropejski przymiotnik *albʰo- (biały).

## Systematyka
Znanych jest 6 żyjących współcześnie gatunków łabędzi:
- łabędź czarnodzioby, C. columbianus
- łabędź czarnoszyi, C. melancoryphus
- łabędź czarny, C. atratus
- łabędź krzykliwy, C. cygnus
- łabędź niemy, C. olor
- łabędź trąbiący, C. buccinator

Gatunki łabędzi
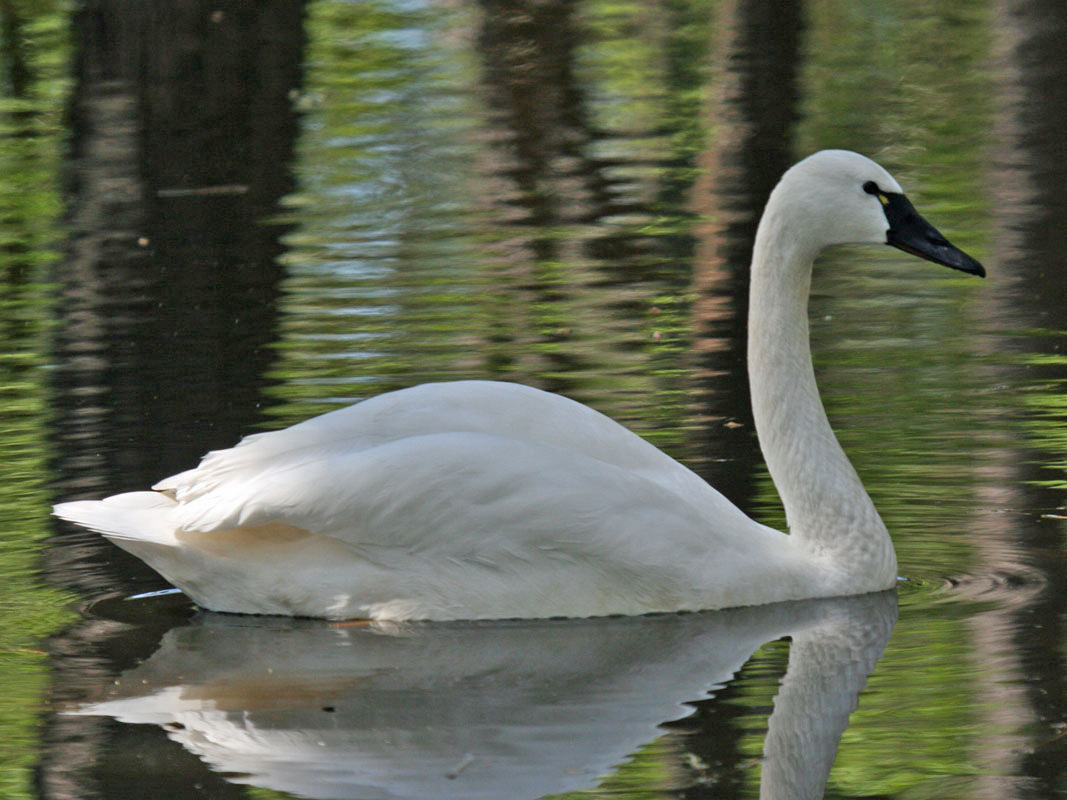
Łabędź czarnodzioby
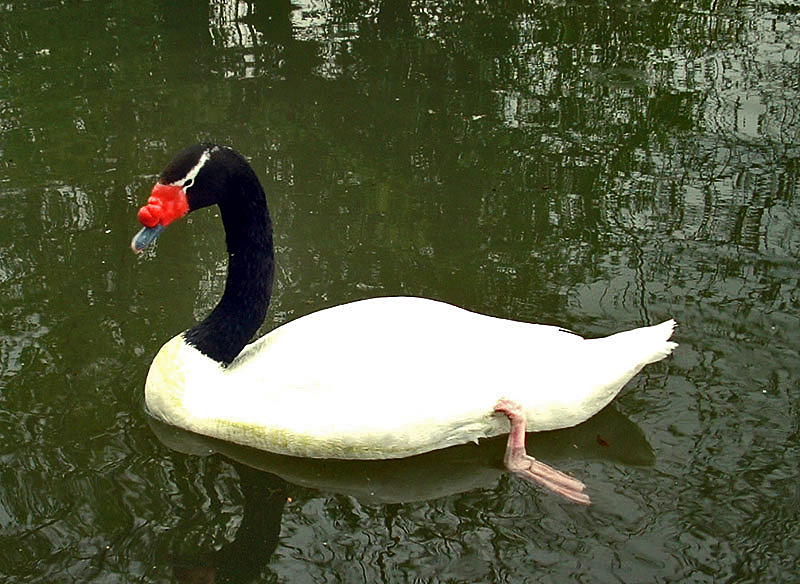
Łabędź czarnoszyi
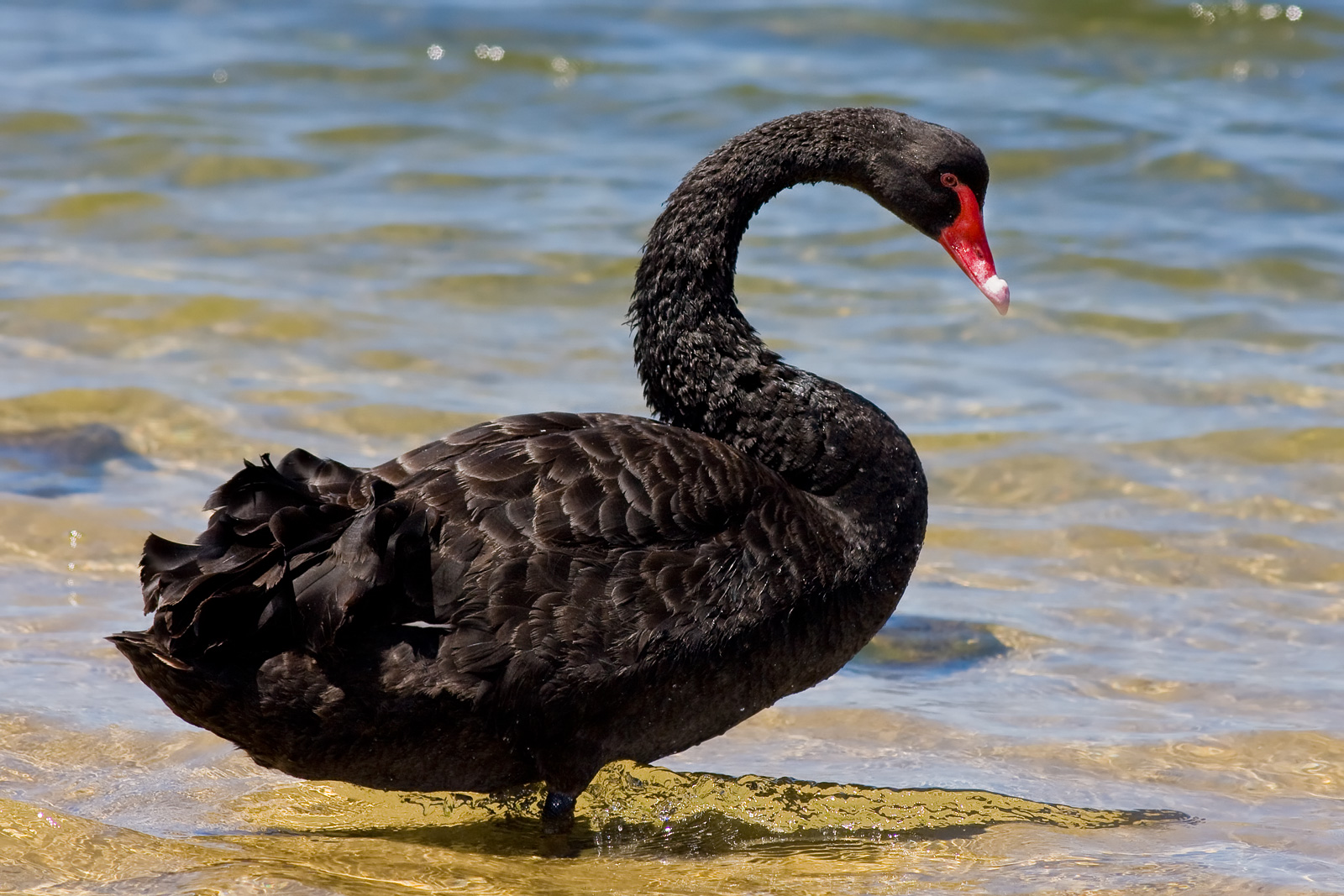
Łabędź czarny
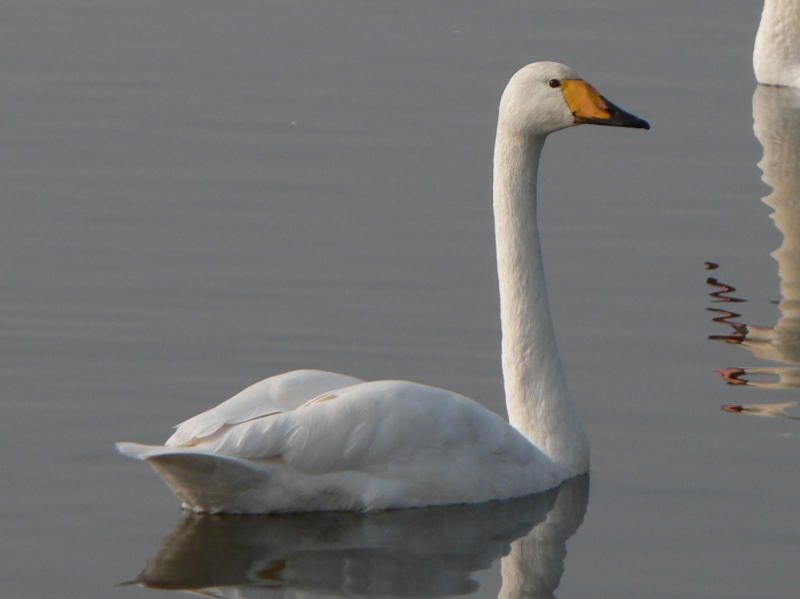
Łabędź krzykliwy
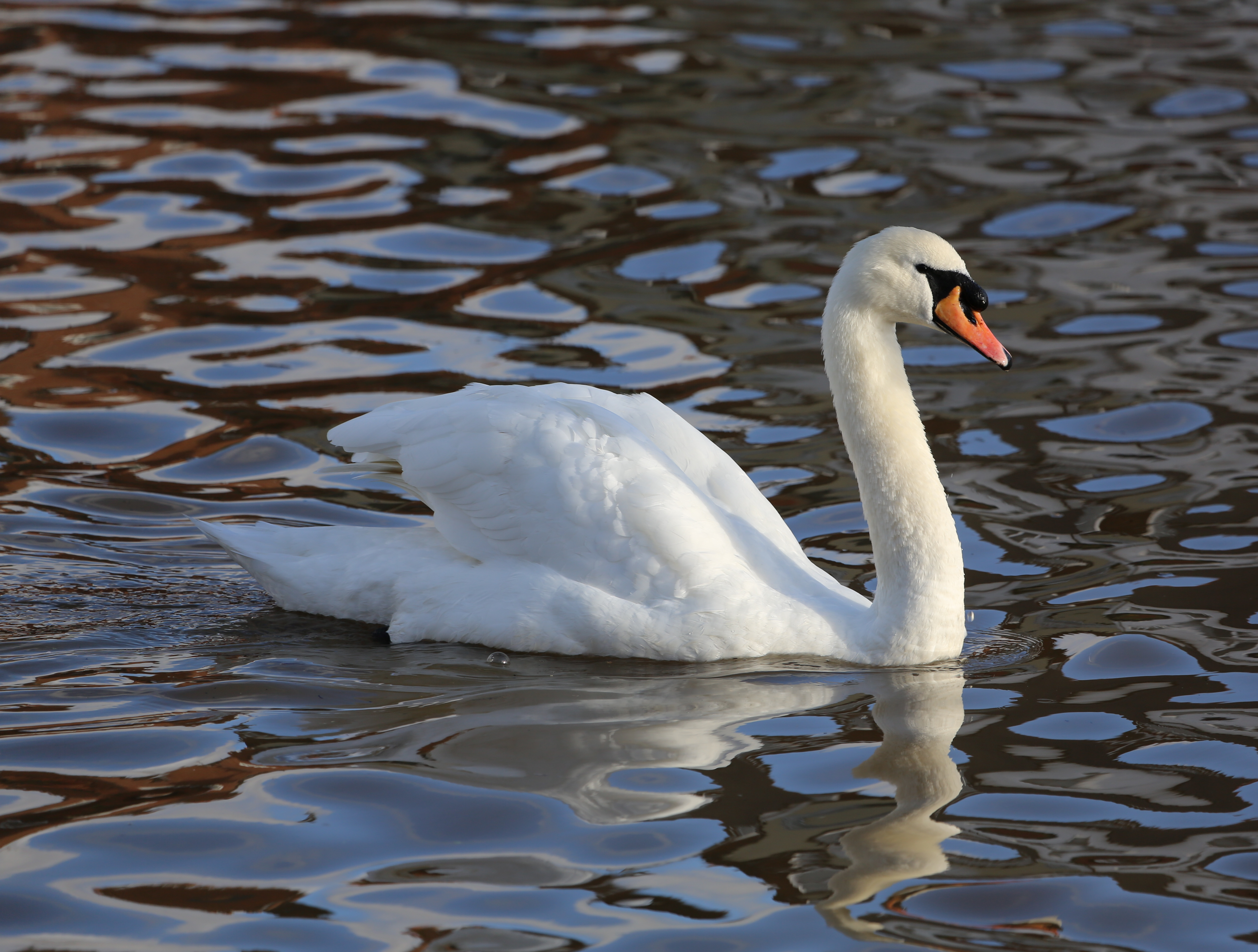
Łabędź niemy
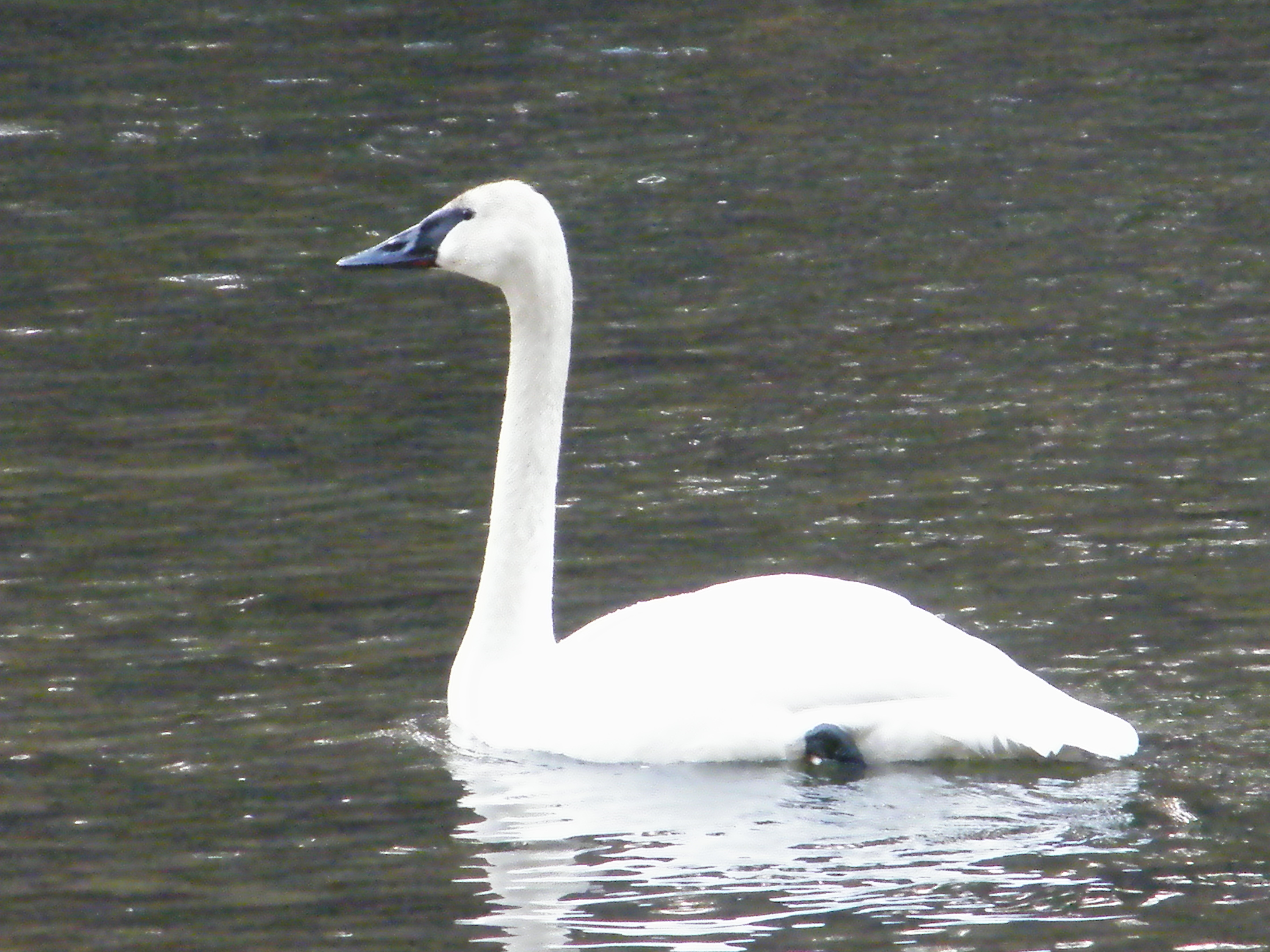
Łabędź trąbiący

Niektórzy autorzy do plemienia Cygnini włączają również koskorobę (Coscoroba coscoroba), w którego nazwie angielskiej jest słowo łabędź (swan).

## Łabędź w kulturze
Według legendy dusza Apollo, boga poezji i muzyki, wchodzi w łabędzia. Od czasów antycznych wielkich poetów nazywano łabędziami. Łabędzi śpiew pojawił się po raz pierwszy w jednej z bajek Ezopa. W tragedii Agamemnon Ajschylosa autor porównuje przedśmiertne słowa Kasandry do żałobnego krzyku umierającego łabędzia. Przenośnie łabędzi śpiew oznacza ostatni występ, ostatnie dzieło autora lub dzieło kończące jakiś okres. Łabędzie mogły być jednymi z mitycznych ptaków stymfalijskich, przez co gwiazdozbiór Łabędzia, jak również Orła i Lutni (który według niektórych map nieba ma oznaczać nie lutnię, lecz sępa), umieszczony jest blisko gwiazdozbiorów Strzały i Herkulesa. Inny mit wiąże gwiazdozbiór Łabędzia z jednym z wcieleń Dzeusa, który pod tą postacią uwiódł Ledę (lub w jednej z alternatywnych wersji Nemezis, która uprzednio również przyjęła tę postać). Według ludowych wierzeń wiły mogły nieraz przybierać postać łabędzi. W wielu kulturach łabędzie kojarzono z kobietami.
W europejskich baśniach stosunkowo często w łabędzia zostają przemienieni ludzie na skutek złych czarów. Spotkało to Gotfryda, bohatera opery Lohengrin, Odettę i jej towarzyszy z baletu Jezioro łabędzie czy bohaterów baśni Andersena Dzikie łabędzie.
Łabędź jest głównym bohaterem baśni Brzydkie kaczątko.

## Symbolika

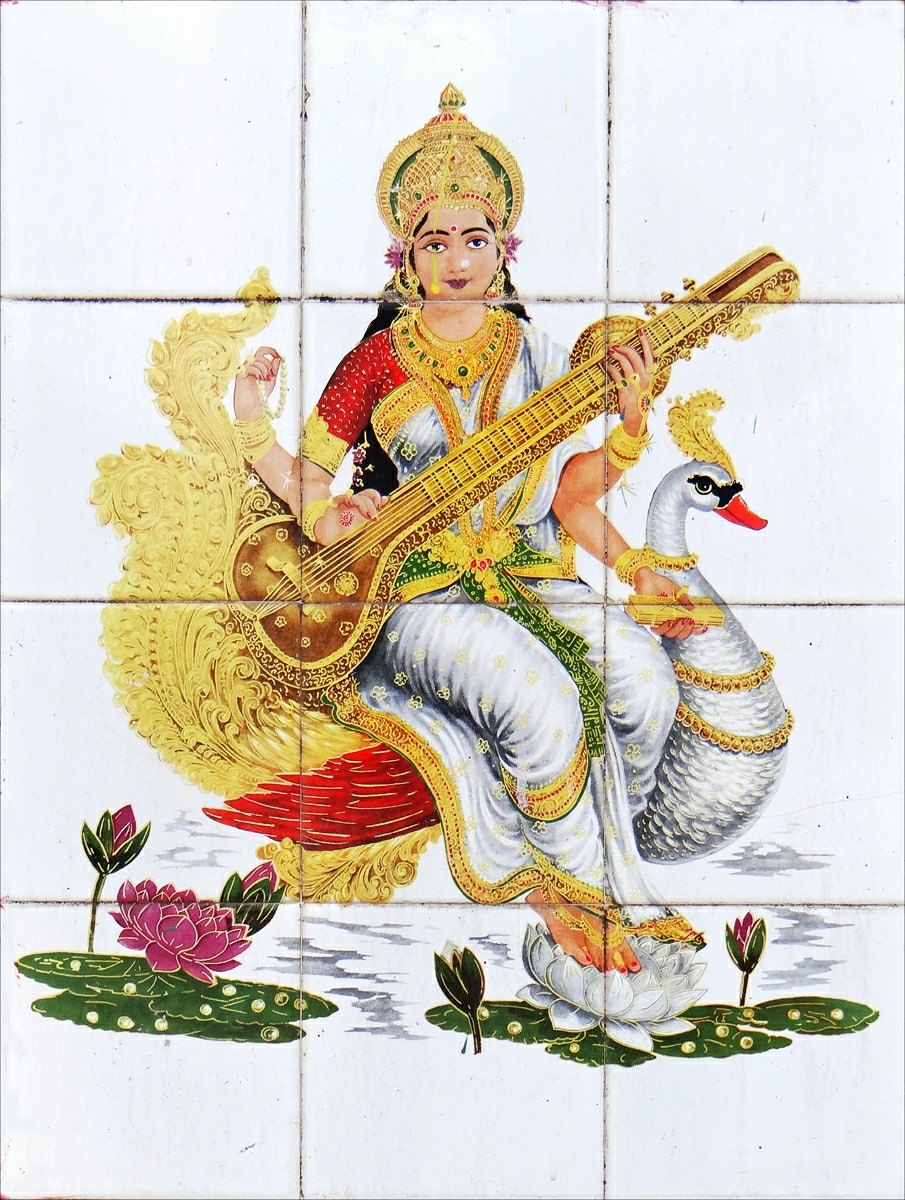
Saraswati siedząca na łabędziu

Biały łabędź jest symbolem czystości, piękna, światła i wdzięku, także szlachetności, mądrości i doskonałości. Czerwony łabędź jest symbolem solarnym, czarny – symbolem czegoś unikatowego, rzadkiego.
Legenda o cudownej pieśni umierającego łabędzia jest związana z łabędziem jako symbolem Muz i poetów. Jako ptak związany z Afrodytą jest symbolem miłości. W hinduizmie łabędź, w parze z gęsią, tworzą symbol doskonałej jedności, również symbolizują wdech i wydech. W celtyckiej symbolice łabędź jest powiązany z muzyką, leczniczą mocą słońca i wody, także z miłością. W chrześcijaństwie biały łabędź jest symbolem czystości Matki Bożej, jego śpiew łączony był z Męką Pańską i śmiercią Chrystusa na krzyżu. Symbolizuje również ludzi oddanych życiu wewnętrznemu. Z drugiej strony łabędź symbolizuje obłudnika, co wynikało ze średniowiecznego przekonania, że mięso łabędzia pod białymi piórami jest czarne, a także zarozumialca i człowieka pysznego, jako że ptak ten trzyma wysoko szyję. Łabędź jest też symbolem wierności małżeńskiej, co znajduje odzwierciedlenie w ich biologii, a także dwupłciowości ze względu na połączenie „męskiego” ciała i „kobiecej” szyi.
W alchemii łabędź jest łączony z Merkurym i rtęcią.
Łabędź jest atrybutem:
- Appolina (był przy jego narodzinach, łabędzie ciągną jego rydwan)[17][18]
- Afrodyty (jako symbol piękna i miłości, łabędzie ciągnęły jej rydwan[17][18]
- Brahmy i jego żony Saraswati[17][18]
- św. Hugo z Lincoln, kartuza[15][24]
- św. Hugona, biskupa Grenoble[20][24]
- św. Kuthberta z Lindisfarne, biskupa Hexham[16][24]